# کوواشی اینواوئه
اینواوئه کوواشی (به ژاپنی: 井上 毅 Inoue Kowashi); ۶ فوریهٔ ۱۸۴۴ – ۱۵ مارس ۱۸۹۵) دیپلمات، Legal Scholar اهل ژاپن بود.